# صومعه ماولبرون
صومعه ماولبرون (به آلمانی: Kloster Maulbronn) یک دیر مسیحی سیسترسی‌ها در آلمان است که در ماولبرون واقع شده‌است.
این صومعه که در سال ۱۱۴۷ میلادی افتتاح شده است در سال ۱۹۹۳ در فهرست میراث جهانی یونسکو به ثبت رسیده است.

## نگارخانه

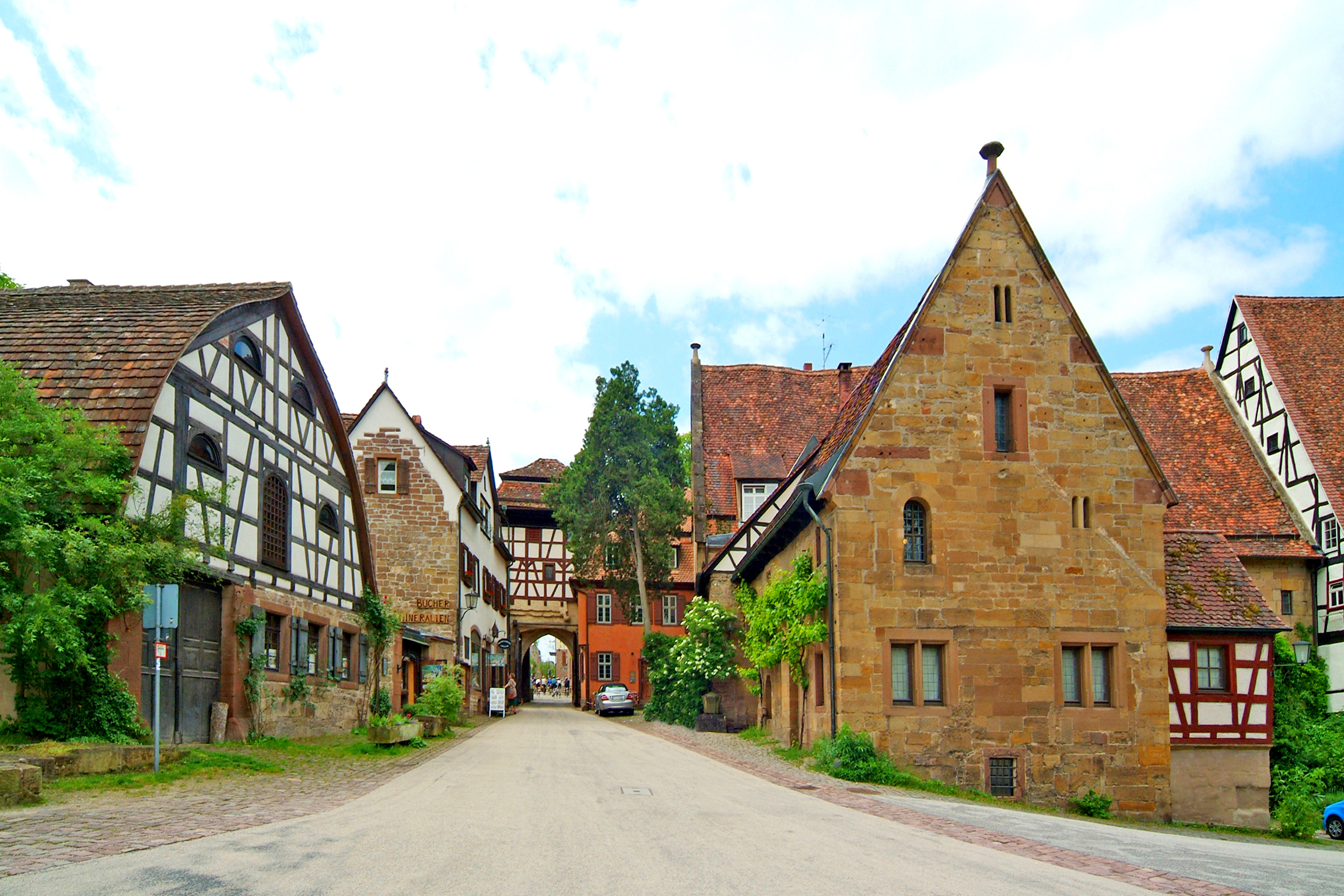
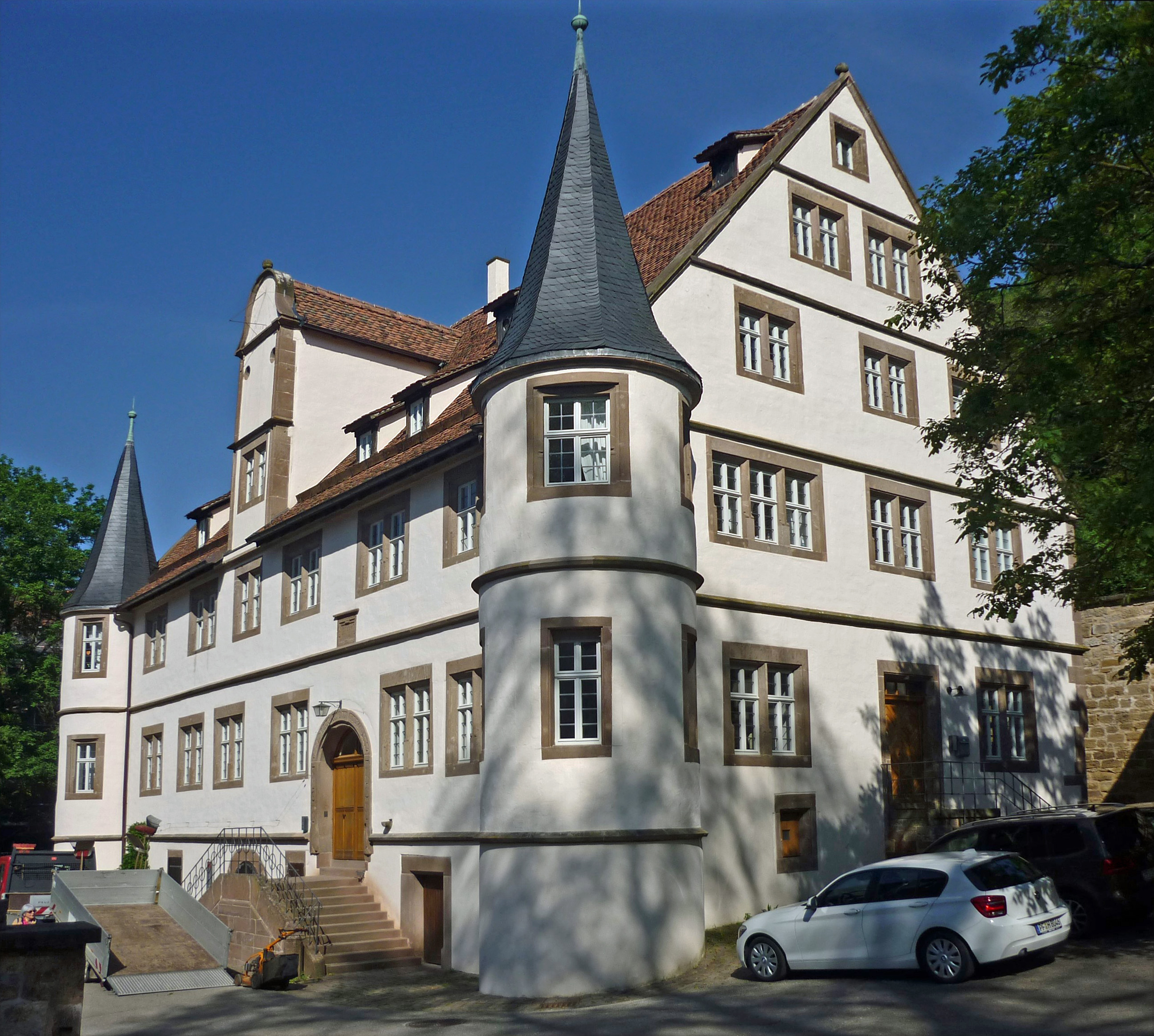
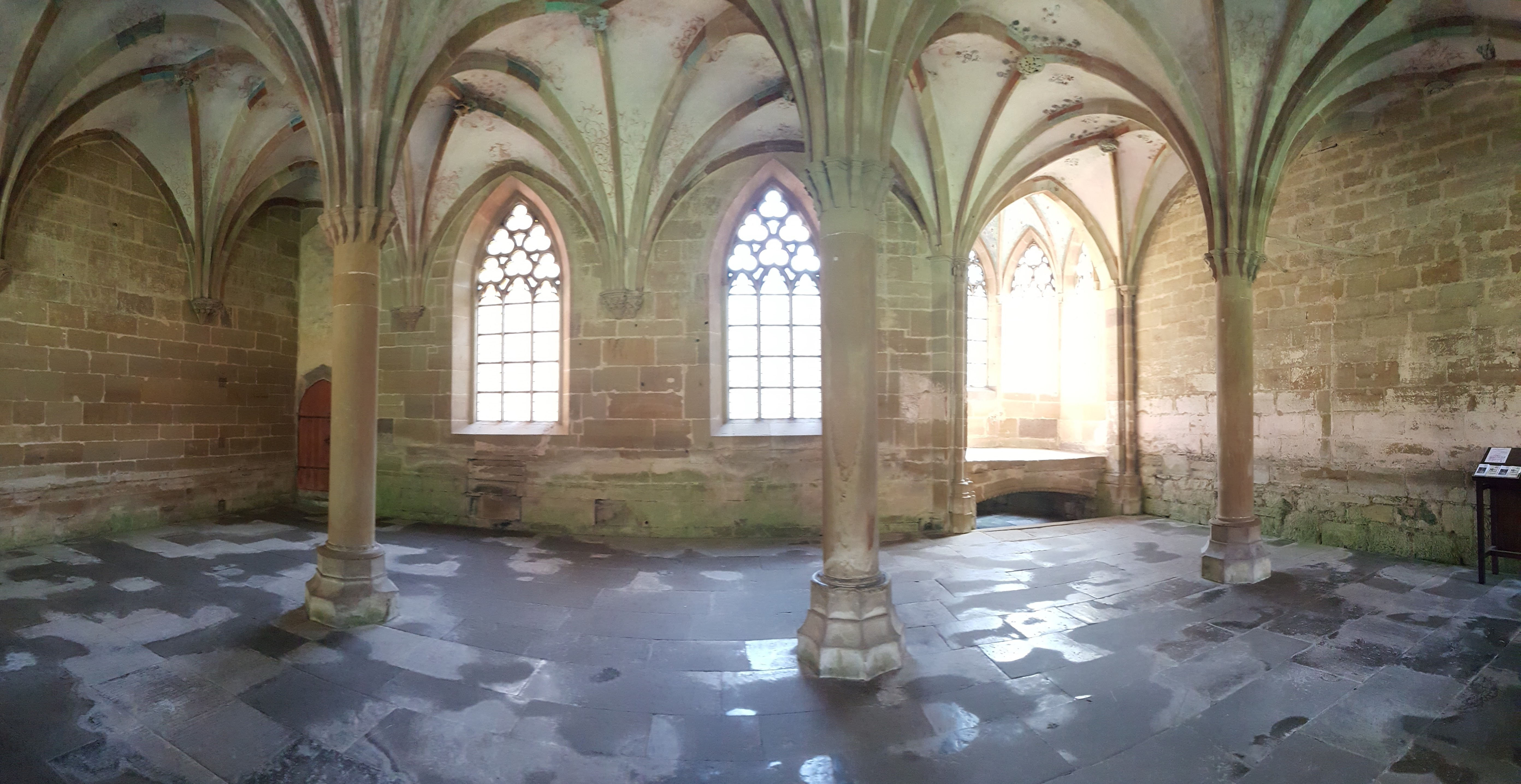
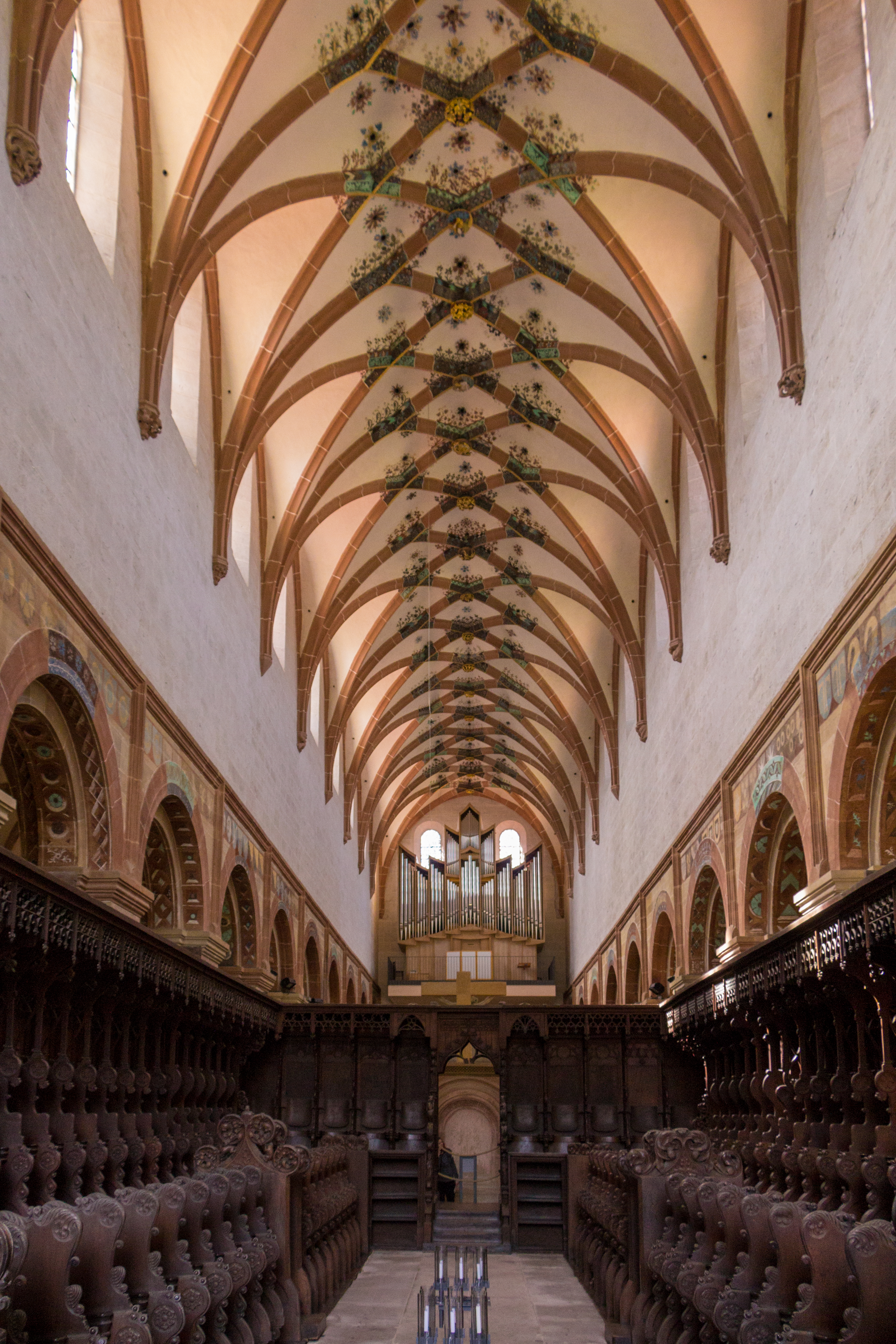
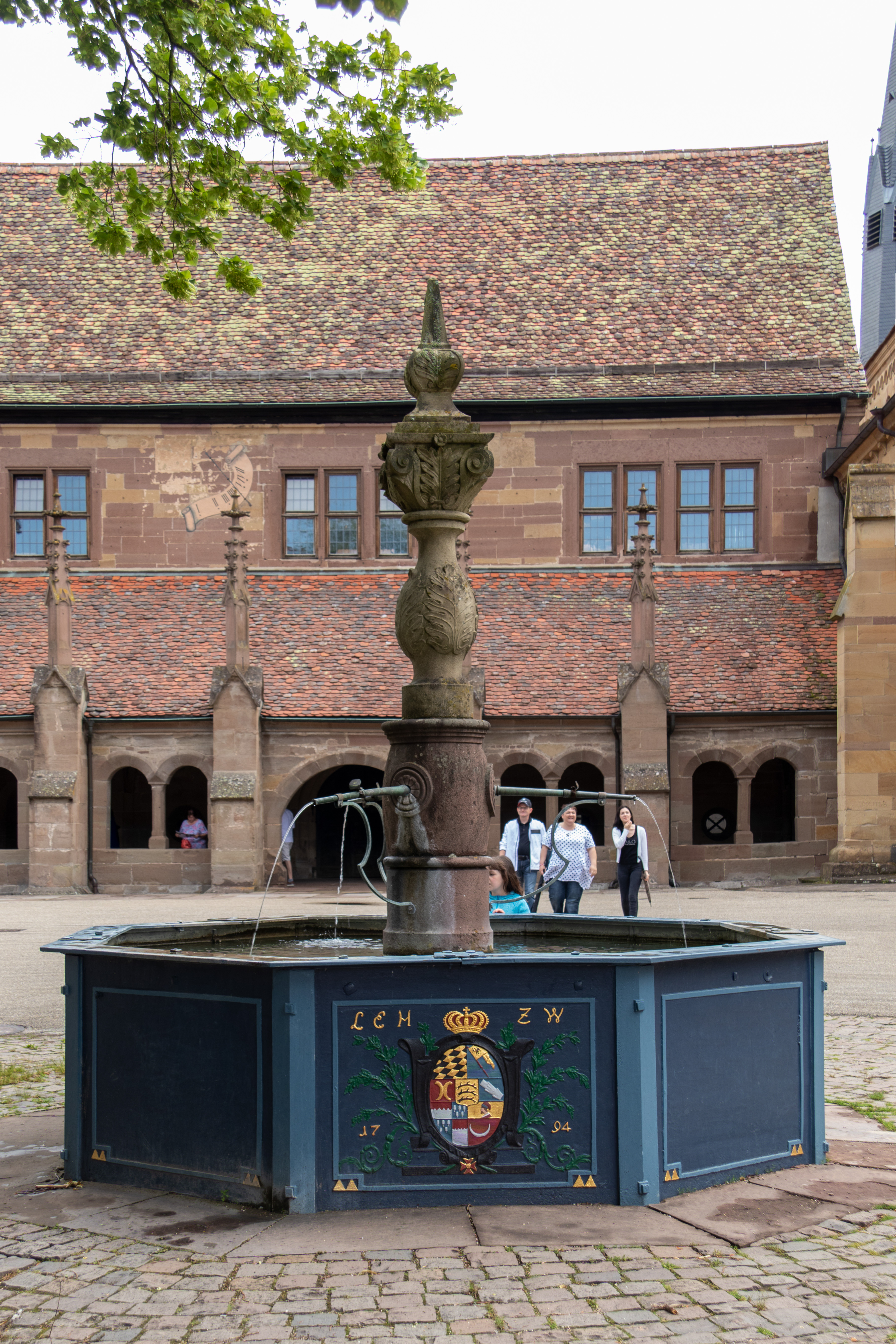
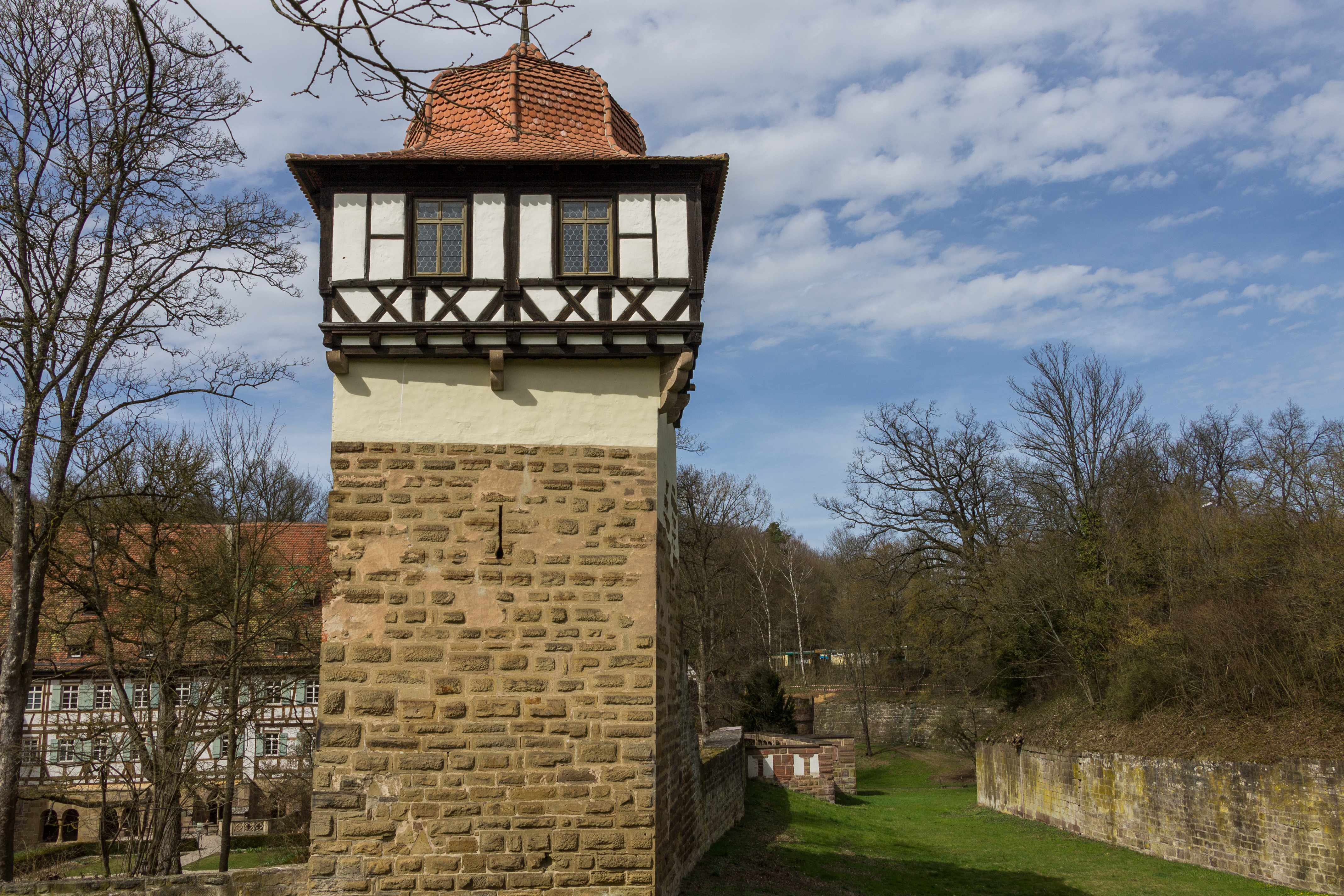